# Piotr Błazeusz
Piotr Andrzej Błazeusz (ur. 21 stycznia 1971 w Warszawie) – generał broni SZ RP, zastępca szefa sztabu ds. strategicznego rozwoju i przygotowań w Naczelnym Dowództwie Sojuszniczych Sił w Europie (SHAPE); I zastępca szefa Sztabu Generalnego Wojska Polskiego (2021–2024); od 29 marca 2024 dowódca Eurokorpusu.

## Życiorys

### Wykształcenie
Absolwent Wojskowej Akademii Technicznej (1995); Akademii Sił Powietrznych USA w Colorado Springs. Ukończył także Studium Nauk Politycznych Uniwersytetu Warszawskiego; Podyplomowe Studium Bezpieczeństwa i Integracji Euroatlantyckiej Wyższej Szkoły Humanistycznej w Pułtusku; Podyplomowe Studium Polityki Obronnej Akademii Obrony Narodowej. Instruktor spadochronowy Sił Powietrznych USA, wykonał ponad 500 skoków spadochronowych.

### Służba wojskowa
W 1996 rozpoczął zawodową służbę wojskową na stanowisku dowódcy plutonu szturmowego w 10 batalionie desantowo-szturmowym 6 Brygady Desantowo-Szturmowej. Następnie był na stanowisku specjalisty do spraw NATO w Sekretariacie Sekretarza Stanu MON, po czym pełnił służbę jako zastępca attaché obrony w Waszyngtonie, następnie objął funkcję starszego specjalisty w Zarządzie Planowania Strategicznego P-5 Sztabu Generalnego WP i dyrektor Sekretariatu Ministra Obrony Narodowej. W 2007 roku wyznaczony został na stanowisko szefa Centrum Dowodzenia Dowództwa Operacyjnego SZ RP, a później wykonywał obowiązki szefa szkolenia 1 Dywizji Zmechanizowanej w Legionowie. 15 sierpnia 2009 roku jako dowódca 15 Giżyckiej Brygady Zmechanizowanej został awansowany w wieku 38 lat na stopień wojskowy generała brygady, jako jeden z najmłodszych żołnierzy. Dowodził 15 Giżycką Brygadą Zmechanizowaną od 18 sierpnia 2009 do 1 lipca 2013. Od września 2011 do kwietnia 2012 dowódca X zmiany Polskiego Kontyngentu Wojskowego Afganistan w Islamskiej Republice Afganistanu. 19 kwietnia 2012 przekazał gen. bryg. Bogdanowi Tworkowskiemu dowodzenie JW 4814. We wrześniu 2013 roku zgodnie z Decyzją Ministra Obrony Narodowej, generał brygady Piotr Błazeusz został wyznaczony na nowe stanowisko w strukturach międzynarodowych – szefa pionu operacyjnego do spraw NATO – zastępcy polskiego przedstawiciela wojskowego przy komitetach wojskowych Organizacji Traktatu Północnoatlantyckiego oraz Unii Europejskiej z siedzibą w Brukseli. 23 lutego 2017 roku objął stanowisko szefa Zarządu Planowania i Programowania Rozwoju Sił Zbrojnych P5 Sztabu Generalnego Wojska Polskiego. Zajmował to stanowisko do 12 marca 2019 roku. W 2018 roku zyskał stopień naukowy doktora nauk społecznych w dyscyplinie nauk o polityce.
Decyzją ministra obrony narodowej Mariusza Błaszczaka, z dniem 12 marca 2019 roku został wyznaczony na stanowisko szefa Sztabu Dowództwa Generalnego Rodzajów Sił Zbrojnych. 21 czerwca 2019 został mianowany na stopień generała dywizji. Akt mianowania odebrał 25 czerwca 2019 z rąk prezydenta RP Andrzeja Dudy. W sierpniu 2019 roku objął funkcję zastępcy szefa sztabu ds. strategicznego rozwoju i przygotowań w Naczelnym Dowództwie Sojuszniczych Sił w Europie (SHAPE). 30 czerwca 2021 roku minister obrony narodowej Mariusz Błaszczak wyznaczył go na stanowisko I zastępcy szefa Sztabu Generalnego Wojska Polskiego. W 2022 roku został awansowany na stopień generała broni. 28 marca 2024 minister obrony narodowej Władysław Kosiniak-Kamysz wyznaczył go na dowódcę Eurokorpusu, z dniem objęcia obowiązków 29 marca 2024, dotychczasowy dowódca Eurokorpusu gen. broni Jarosław Gromadziński został odwołany ze względu na postępowanie prowadzone przez Służbę Kontrwywiadu Wojskowego.

## Wybrane stanowiska
- Dowódca plutonu szturmowego w 10 Batalionie Desantowo-Szturmowym 6 Brygady Desantowo-Szturmowej;
- Specjalista ds. NATO w Sekretariacie Sekretarza Stanu w MON (najpierw Romualda Szeremietiewa, a następnie Janusza Zemke);
- Zastępca Attaché wojskowego, morskiego i lotniczego przy Ambasadzie RP w Waszyngtonie (2003–2006);

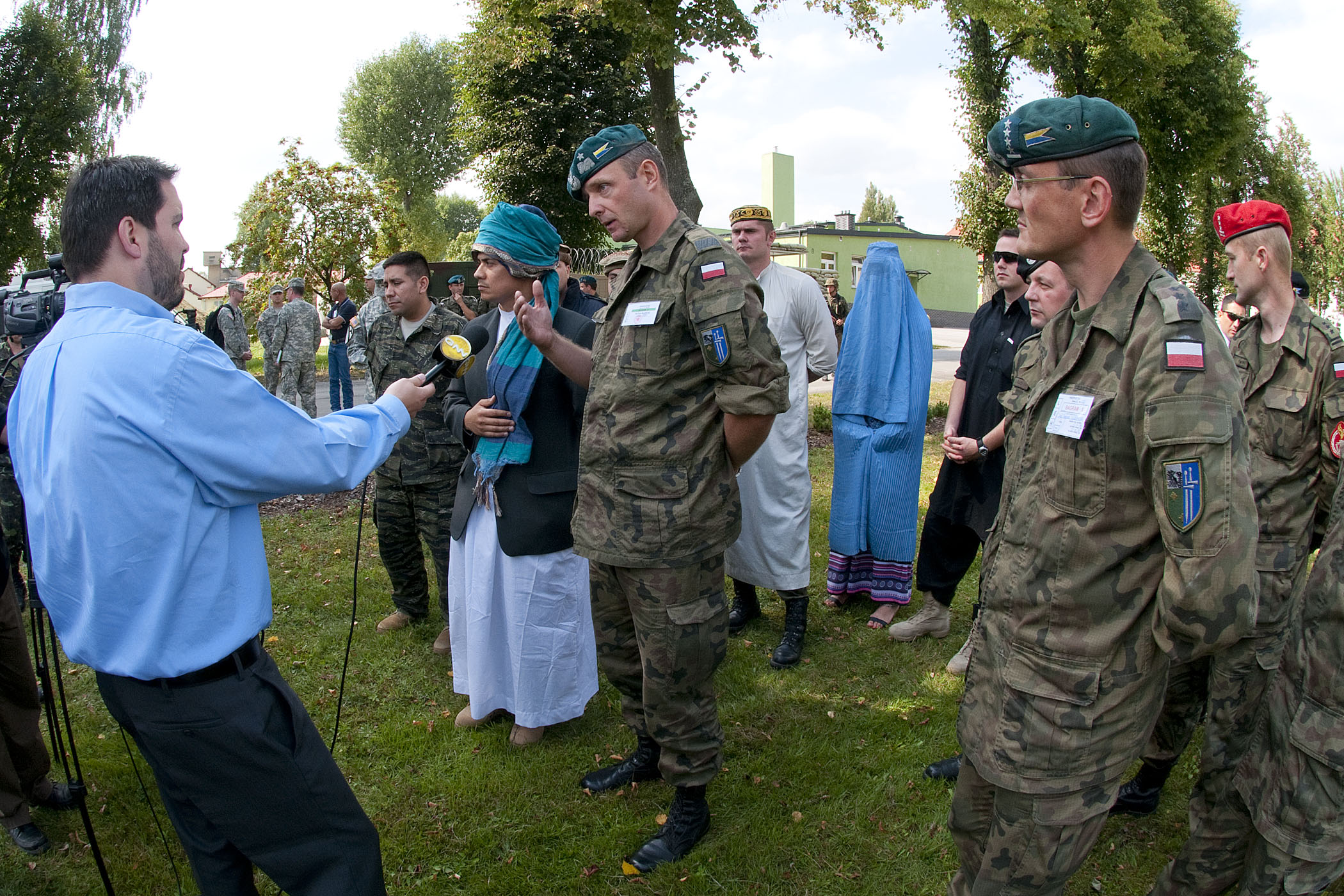
Gen. Błazeusz udziela wywiadu (2011)

- Starszy specjalista w Zarządzie Planowania Strategicznego P-5 Sztabu Generalnego WP;
- Dyrektor Sekretariatu Ministra Obrony Narodowej (Aleksandra Szczygły);
- Szef Centrum Dowodzenia Dowództwa Operacyjnego Sił Zbrojnych RP;
- Szef szkolenia 1 Dywizji Zmechanizowanej w Legionowie (praktyka na stanowisku);
- Dowódca 15 Giżyckiej Brygady Zmechanizowanej im. Zawiszy Czarnego (od 2009 do 2013)
- Dowódca X zmiany Polskiego Kontyngentu Wojskowego w Islamskiej Republice Afganistanu.
- Szef pionu operacyjnego do spraw NATO – zastępcy polskiego przedstawiciela wojskowego przy komitetach wojskowych Organizacji Traktatu Północnoatlantyckiego oraz Unii Europejskiej z siedzibą w Brukseli.
- Szef Zarządu Planowania i Programowania Rozwoju Sił Zbrojnych P5 Sztabu Generalnego Wojska Polskiego.
- Zastępca szefa sztabu ds. strategicznego rozwoju i przygotowań w Naczelnym Dowództwie Sojuszniczych Sił w Europie (SHAPE).

## Awanse
- podporucznik (1994)
- porucznik
- kapitan
- major
- podpułkownik
- pułkownik
- generał brygady (2009)[12]
- generał dywizji (2019)[13]
- generał broni (2022)[14]

## Ordery, odznaczenia i wyróżnienia
- Złoty Krzyż Zasługi (2025)[15]
- Srebrny Krzyż Zasługi (2005)[16]
- Brązowy Krzyż Zasługi (2002)[17]
- Wojskowy Krzyż Zasługi
- Srebrny Medal za Długoletnią Służbę (2019)
- Gwiazda Afganistanu (2012)
- Srebrny Medal „Siły Zbrojne w Służbie Ojczyzny”
- Brązowy Medal „Siły Zbrojne w Służbie Ojczyzny”
- Złoty Medal „Za zasługi dla obronności kraju”
- Brązowy Medal „Za zasługi dla obronności kraju”
- Odznaka Skoczka Spadochronowego Wojsk Powietrznodesantowych[2]
- Odznaka Honorowa Wojsk Lądowych (2013)
- Odznaka pamiątkowa Dowództwa Wojsk Lądowych (2013)
- Odznaka pamiątkowa SG WP
- Odznaka pamiątkowa Eurokorpusu
- Medal „Pro Bono Poloniae” (2023)[18]
- Medal „Zasłużony dla miasta Mławy” (2012)[19]
- Odznaczenie MSW Afganistanu (2012, Afganistan)[20][21]
- Brązowa Gwiazda (Stany Zjednoczone)
- Medal NATO za Chwalebną Służbę (2021)[22]
- Medal NATO za ISAF